# Phrurotimpus mormon
Espèce
Synonymes
- Phrurolithus mormon Chamberlin & Gertsch, 1930

Phrurotimpus mormon est une espèce d'araignées aranéomorphes de la famille des Phrurolithidae.

## Distribution
Cette espèce est endémique d'Utah aux États-Unis,.

## Description
Le mâle holotype mesure 2,1 mm et la femelle paratype 2,35 mm.

## Liste des sous-espèces
Selon World Spider Catalog (version 18.5, 31/10/2017) :
- Phrurotimpus mormon mormon (Chamberlin & Gertsch, 1930)
- Phrurotimpus mormon xanthus Chamberlin & Ivie, 1935

## Publications originales
- Chamberlin & Gertsch, 1930 : On fifteen new North American spiders. Proceedings of the Biological Society of Washington, vol. 43, p. 137-144 (texte intégral).
- Chamberlin & Ivie, 1935 : Miscellaneous new American spiders. Bulletin of the University of Utah, vol. 26, no 4, p. 1-79 (texte intégral).